# 吉田明世
吉田 明世（よしだ あきよ、1988年4月14日 - ）は、日本のフリーアナウンサー。アミューズ所属。元TBSアナウンサー。東京都出身。

## 経歴・人物
成城学園初等学校、成城学園中学校高等学校、成城大学文芸学部マスコミュニケーション学科卒業。
2011年4月入社。同期は古谷有美。
2016年10月27日に大手広告代理店に勤務する5歳年上の一般男性と約1年の交際期間を経て結婚。10月29日に自身のブログで、翌30日にはレギュラー出演する『サンデージャポン』内で結婚を報告した。
2017年10月29日、『サンデー・ジャポン』生放送中に体調不良を訴え退席。その時は貧血による体調不良で妊娠については否定。そのことから、一部の人気アナウンサー（および番組制作を担う社員）に業務が集中することが問題視され、TBS社長（当時）・藤田徹也はこうした現状を是正していくと発言。吉田についても11月20日に『ビビット』の出演を月-金の週5回から水-金の週3回に減らしたことを明らかにした。
同年12月3日にも『サンデー・ジャポン』放送中に途中退席したが、同日中に自身のTwitterとInstagramで、妊娠中であることを発表した。合わせて10月29日の件も、「まだ安定期に入る前の不安定な時期ということもあり、すぐにご説明できなかった」と述べた。その後2017年限りで、産前産後休業入りを見据えてテレビの生放送レギュラーを全て降板することになった。なお、ラジオの『たまむすび』については2018年度改編の区切りとなる3月まで続けることも明らかにした。3月26日放送の『たまむすび』を最後に産休入り。5月15日、第1子女児を出産。同月20日の『サンデー・ジャポン』番組内で公表された。
2019年1月4日、自らのInstagramにて、同月末を以てTBSを退職し、フリーアナウンサーとして活動することを明らかにした。1月31日、産前産後休業入り前にレギュラー出演していた『ビビット』に1日限定で復帰出演したのを最後にTBSを退職。翌2月1日付でアミューズと所属契約を締結し、フリーアナウンサーとして再出発した。
2020年10月12日、第2子妊娠を報告。12月29日、第2子男児出産を報告。
2021年3月、育児休暇明けに出演した『THE TRAD』（TOKYO FM）放送中に、同年4月1日から同局の朝の帯番組『ONE MORNING』（月 - 金、前6:00 - 9:00、JFN全国38局で放送中、一部東京ローカル）の新パーソナリティーをユージとともに担当する事、『THE TRAD』への出演は翌週から月曜と火曜となることを発表した。

## プライベート・エピソード等
趣味は旅行、ジェットコースターに乗る、家族や友人と過ごす、読書、映画、買い物、ジョギング、散歩。特技は早寝早起き、メイクするのが早い、Y字バランス、ゲーム。
ニュース検定2級、漢字検定2級、秘書検定2級、普通自動車運転免許、絵本専門士、保育士の各種資格を取得している。
好きな食べ物は、アイスクリーム、アボカド、チーズ、さつまいも、干しいも。
実兄は「DJ HAL」という名でクラブDJをしている。2011年10月22日放送のラジオ『ライムスター宇多丸のウィークエンド・シャッフル』のDJミックスショーコーナー「申し訳ないとフロム赤坂」に兄が出演した際に生放送のスタジオに駆けつけ、兄妹共演を果たす。
古舘󠄁伊知郎の長女と同級生であり、仲が良い。古舘󠄁とも幼少期より親交がある。
大学1年生だった2007年にミスキャンパスのミス成城に出場しグランプリ。在学中には美女暦に登場したほか、TBSアナウンススクールに通っていた。就職活動中はTBSのほかにテレビ朝日・日本テレビ・フジテレビの各局を受ける。大学の同級生にはタレント・澤田南（文芸学部英文学科）、女性アイドルユニットバニラビーンズのメンバー・リサ（文芸学部芸術学科）、『Ray』読者モデルの神尾美沙（社会イノベーション学部）らがいる。
『女子アナの罰』では「イジられてのびるタイプです」というキャッチフレーズがつけられていた。

## 現在の出演番組
- ONE MORNING（TOKYO FM・JFN、2021年4月1日 - ） - 2代目アシスタント[21]
- ブルボン presents Shining Star（ジャパンエフエムネットワーク制作・JFN系、2024年4月7日 - ）

## 過去の出演番組

### テレビ番組

#### レギュラー出演
TBS在籍時
- まさかのホントバラエティー イカさまタコさま→イカさま☆タコさま（2012年4月18日 - 2013年3月7日）
- Nスタ（金曜日 エンタメ&天気担当（2012年9月までは木曜日も担当）／2012年3月29日 - 2013年3月29日）
- 100秒博士アカデミー（2013年10月22日 - 2014年3月11日）
- 大久保じゃあナイト（小林悠と交代で担当／2013年4月20日 - 2014年3月15日）
- 女子アナの罰（不定期出演、2012年7月23日 - 2014年3月26日）
- みのもんたの朝ズバッ!→朝ズバッ!（2013年4月1日 - 2014年3月28日）
- 早ズバッ!ナマたまご（2013年4月1日 - 2014年3月28日）
- 林先生の痛快!生きざま大辞典（2014年4月22日 - 2015年3月25日未明）
- 有田のヤラシイ…（2014年5月2日未明 - 2015年3月27日未明） - 不定期出演
- いっぷく!（2014年3月31日 - 2015年3月27日） - 2014年12月まではコーナー担当→2015年1月からアシスタント
- 駆け込みドクター!運命を変える健康診断（2013年6月2日 - 2016年3月6日）
- サンデージャポン（2014年10月5日 - 2017年12月24日） - 番組レギュラー入り以前（2013年2月3日ほか）にも、「情報ライブ○○屋」など収録コーナーに出演
- 白熱ライブ ビビット→ビビット（2015年3月30日 - 2017年12月29日） - 2017年11月17日まで全曜日、同月22日以降水〜金曜日
- トコトン掘り下げ隊!生き物にサンキュー!!（2014年5月7日 - 2018年3月28日）
- 爆報! THE フライデー（2014年10月10日 - 2018年3月30日）
- 有田哲平の夢なら醒めないで（2017年10月11日（10日深夜） - 2018年4月3日）
- ニュースバード1600（TBSニュースバード、2012年10月2日 - 2013年3月26日）

フリー転身後
- 噂の現場急行バラエティー レディース有吉（関西テレビ、2019年4月9日 - 9月17日） - MC[注 1]
- 突然ですが占ってもいいですか？（2022年3月30日、フジテレビ）[29]

#### 単発番組など
- 有田とマツコと男と女
  - 超禁断の世論調査スペシャル（2011年4月8日） - 新社会人ブロックにゲストとして
  - 細木数子が大襲来スペシャル（2013年1月2日） - 外国人美女VS日本人美女ブロックにゲストとして
- 第44回日本有線大賞（2011年12月10日） - 草野仁、久保田智子アナと共に司会担当
- 輝く!日本レコード大賞（2012年・第54回 - 2015年・第57回） - 本編の進行アシスタント
  - もうすぐ第53回輝く!日本レコード大賞[注 2]（2011年12月30日） - 安住紳一郎・古谷有美両アナと共に司会担当。
- ビートたけしのあと4回だけヤラせてTV（2012年3月28日） - コーナー実況
- 黒の女教師 第1話（2012年7月20日） - ニュースキャスター 役
- 王様のブランチ（2012年8月11日） - 出水麻衣アナ不在時[注 3]の代理として林みなほアナと共に出演。
- SASUKE RISING（2012年12月27日） - リポーター
- CDTVスペシャル!
  - 年越しプレミアライブ2012→2013（2012年12月31日） - 進行アシスタント
  - 2015音楽の日朝までライブ[注 4]（2015年6月27日） - 司会
- 元旦スポーツ祭り!2013年にかけるアスリートたち（2013年1月1日） - 司会
- 炎の体育会TV2013!超豪華アスリート参戦3時間スペシャル（2013年1月1日） - リポーター
- 超人気クイズ番組王者No.1決定戦!!THEクイズ神2（2013年1月9日） - リポーター
- スパニチ!!「どっちの雑誌バトル!」（2013年2月16日） - 司会
- TVエース〜先輩!教えてください〜（2013年7月3日） - アシスタント
- 世界のコワ〜イ女たち - アシスタント
  - 最強!倍返しの女SP（2013年9月17日）
  - 恐怖のおもてなしSP（2013年11月20日）
  - 最恐トリプルアクセル金メダル女は誰だSP（2014年1月29日）
- 午前零時の岡村隆史（2013年11月6日・13日）
- 水トク!「実録アナタはこうしてダマされる!最凶サギの手口ワースト10第3弾」（2014年1月8日） - 進行アシスタント
- あさチャン!（2014年8月25日 - 27日及び29日） - MC夏目三久の代役として
- キングオブコント2014（2014年10月13日） - 進行
  - キングオブコント2015（2015年10月11日） - 進行
  - キングオブコント2016（2016年10月2日） - 進行
- TV版 芸人キャノンボール2016（2016年1月1日）
  - TV版 芸人キャノンボール2016 in Summer（2016年8月24日）

### ラジオ番組
TBS在籍時
- TBSラジオニュース（大沢悠里のゆうゆうワイド内、2011年10月3日 - 2012年3月26日） - 月・水曜日
- ミュージックナビ〜昨日と今日との交差点〜（2012年4月3日 - 2013年3月28日） - 火・木曜日パーソナリティ
- 吉田明世プレシャスサンデー（2012年10月7日 - 2013年9月29日）
- Wanted!!（2013年2月） - 「吉田明世のお礼参り。」コーナー担当
- 我流人生〜たのしくなくっちゃ意味がない（2016年10月3日 - 2017年3月27日）
- ジェーン・スー相談は踊る（2014年6月21日・11月1日、2015年5月9日・11月14日） - 代行MC
- たまむすび（2017年4月3日 - 2018年3月26日） - 月曜日担当パーソナリティ[30][13]
  - 前任者・赤江珠緒の夏季休暇中の代役として出演歴あり（2013年10月30日・2014年10月6日・2016年9月19日）

フリー転身後
- Blue Ocean（TOKYO FM、2020年4月20日ほか） - 住吉美紀の代打パーソナリティ[注 5]
- 東京JCラジオ（TBSラジオ、2020年7月4日 - 9月26日）
- THE TRAD（TOKYO FM、2019年9月30日 - 2020年11月26日・2021年3月22日 - 2024年3月26日） - 月曜・火曜アシスタント[注 6][注 7]
- 山崎怜奈の誰かに話したかったこと。（TOKYO FM、2025年5月19日） - 山崎怜奈年次休暇時の代演パーソナリティ[34]

### インターネット配信番組
- ぱにゃにゃん（TBSオンデマンドがYouTube、Ustreamにて配信／2012年4月11日 - 12月12日）
- プロ野球 そこそこ昔話ばなし（2019年10月18日-、Amazonプライム）

## 書籍

### 雑誌連載
- あっきーよのなんか、すみません。（週刊プレイボーイ、2014年11月17日号 - 2017年2月） - 連載